# Frits Bolkestein
Frits Bolkestein   (Amsterdam, 4 d'abril de 1933 - Rosa Spier Huis, 17 de febrer de 2025) va ser un polític neerlandès que fou membre de la Comissió Europea entre 1999 i 2004 així com ministre al seu país.

## Biografia
Va néixer el 4 d'abril de 1939 a la ciutat d'Amsterdam, essent net del polític i antic ministre neerlandès Gerrit Bolkestein. Va estudiar física, grec i filosofia a la Universitat d'Amsterdam, ampliant posteriorment els seus estudis als Estats Units d'Amèrica i Anglaterra. Així mateix es llicencià el 1965 en dret a la Universitat de Leiden.
Va iniciar la seva activitat professional a la companyia Royal Dutch Shell, treballant a Hondures, El Salvador, diversos països d'Àfrica i Indonèsia, establint-se finalment a París per esdevenir director de la secció Shell-Química.

### Activitat política
Membre del Partit Popular per la Llibertat i la Democràcia, l'any 1978 fou escollit diputat a la Cambra de Representants dels Països Baixos, esdevenint entre 1982 i 1986 subsecretari de comerç exterior. L'any 1988 fou nomenat ministre de Defensa per part del primer ministre dels Països Baixos Ruud Lubbers, càrrec que va mantenir fins al 1990. Aquell any fou nomenat líder del partit liberal al parlament neerlandès, càrrec que va abandonar el 1999. El mateix any, fou nomenat membre de la Comissió Prodi, esdevenint Comissari Europeu de Mercat Interior i Fiscalitat i Unió Duanera. El seu nomenament fou molt criticat per les seves conegudes declaracions racials sobre la immigració.